# Llista de les banderes de l'Azerbaidjan
Aquesta és la llista de les banderes de l'Azerbaidjan.

## Bandera nacional
| Bandera                  | Data         | Descripció        |
| ------------------------ | ------------ | ----------------- |
| Bandera de l'Azerbaidjan | 1991—Present | Bandera nacional. |

## Banderes presidencials
| Bandera                    | Data         | Descripció                       |
| -------------------------- | ------------ | -------------------------------- |
| President de l'Azerbaidjan | 1992—Present | Utilitzada pel President.        |
| President de l'Azerbaidjan | 2004—Present | Utilitzada pel President al mar. |

## Banderes militars
| Bandera | Data         | Descripció                                                    |
| ------- | ------------ | ------------------------------------------------------------- |
|         | 1991—Present | Bandera de l'Exèrcit de l'Azerbaidjan                         |
|         | 1991—Present | Bandera de la Marina de l'Azerbaidjan                         |
|         | 1991—Present | Bandera de la Servei Nacional de Fronteres de l'Azerbaidjan   |
|         | 1991—Present | Bandera de la Força Aèria i de Defensa Aèria de l'Azerbaidjan |

## Banderes històriques
| Bandera | Data      | Descripció                                                               |
| ------- | --------- | ------------------------------------------------------------------------ |
|         | 1918      | Bandera de la República Democràtica Federal de Transcaucàsia             |
|         | 1918      | Bandera de la Dictadura de la Càspia Central                             |
|         | 1918      | Bandera de la República Democràtica de l'Azerbaidjan                     |
|         | 1918—1920 | Bandera de la República Democràtica de l'Azerbaidjan                     |
|         | 1920—1921 | Bandera de la República Socialista Soviètica de l'Azerbaidjan            |
|         | 1921—1922 | Bandera de la República Socialista Soviètica de l'Azerbaidjan            |
|         | 1922      | Bandera de la República Socialista Soviètica de l'Azerbaidjan            |
|         | 1922—1937 | Bandera de la República Federativa Socialista Soviètica de Transcaucàsia |
|         | 1937—1939 | Bandera de la República Socialista Soviètica de l'Azerbaidjan            |
|         | 1939—1952 | Bandera de la República Socialista Soviètica de l'Azerbaidjan            |
|         | 1952—1956 | Bandera de la República Socialista Soviètica de l'Azerbaidjan            |
|         | 1956—1991 | Bandera de la República Socialista Soviètica de l'Azerbaidjan            |

## Banderes municipals
| Bandera | Data | Descripció      |
| ------- | ---- | --------------- |
|         |      | Bandera de Bakú |